# Hippoporina reticulatopunctata
Hippoporina reticulatopunctata är en mossdjursart som först beskrevs av Walter Douglas Hincks 1877.  Hippoporina reticulatopunctata ingår i släktet Hippoporina och familjen Bitectiporidae. Inga underarter finns listade i Catalogue of Life.